# 乗換え (電話)
乗換え（のりかえ）とは、現在契約している電話会社との契約を解除し、新たに別の電話会社と契約を結ぶことをさす。

## 概要
利用者は、現在契約している電話会社が気に入らなくなった場合や、別の電話会社に気に入ったサービスがあるなどの場合は、現在契約中の電話会社を解約し、別の電話会社と契約を結ぶことが可能である。
携帯電話は乗り換え頻度が高いといわれる。特に料金やサービス面で満足できなければ、ユーザーが他社へ移る可能性も大きい。auが一時期契約者数でJ-フォン（現・ソフトバンクモバイル）に追い抜かれたり、ボーダフォン（日本法人、現・ソフトバンクモバイル）が2005年前半に大幅な純減を記録したりもするなど、他社流動性は固定電話よりも大きいと思われる。
2006年10月に番号ポータビリティが開始されると、乗り換えは今まで以上に激しくなることが予想されている。

## 電話番号について
固定電話においては、NTT東日本・NTT西日本の固定電話、0120と0800で始まるフリーダイヤルから、他事業者の直収電話、他事業者・NTT東西（競争条件を等しくするため）の通常の市外局番のIP電話への片方向に限り、電話番号を変えなくてもいいようになっている。
携帯電話は乗り換えると電話番号が変わるが、2006年10月以降は乗り換えても電話番号を引き継げるようになる。